# جيم بايرنز
جيم بايرنز (بالإنجليزية: Jim Byrnes)‏ هو لاعب كرة قاعدة أمريكي، ولد في 5 يناير 1880 في سان فرانسيسكو في الولايات المتحدة، وتوفي بنفس المكان في 31 يوليو 1941.

## وصلات خارجية
- جيم بايرنز على موقعبيزبول رفرنس.كوم (الدوري الرئيسي) (الإنجليزية)
- جيم بايرنز على موقعبيزبول رفرنس.كوم (الدوري الثانوي) (الإنجليزية)